# Sega Nomad

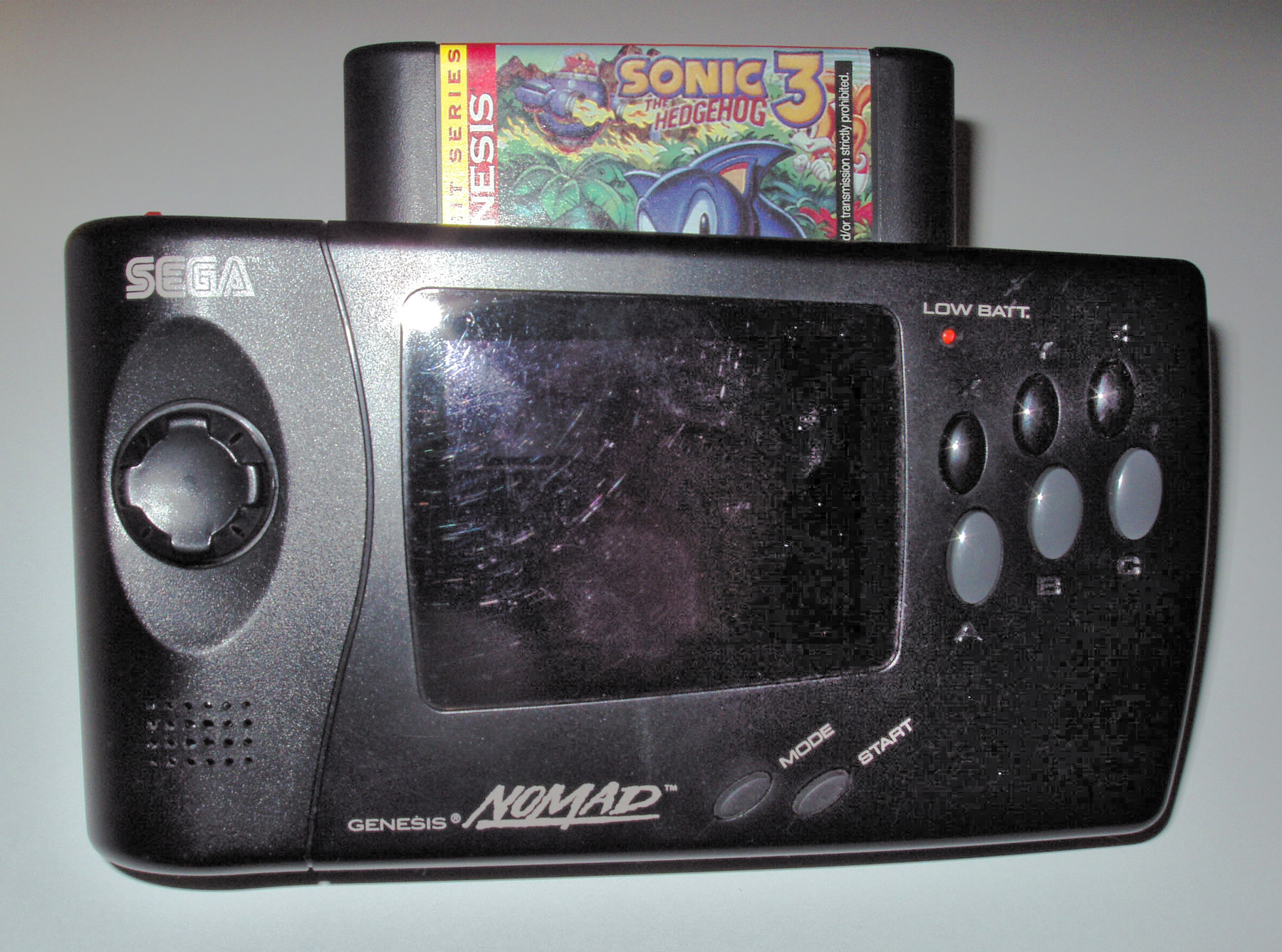
Sega Nomad con cartuccia di Sonic the Hedgehog 3

Il Sega Nomad, anche noto come Genesis Nomad, è una console portatile prodotta da SEGA tra il 1995 e il 1997 solo per il mercato nordamericano, in grado di eseguire gli stessi giochi della console fissa Sega Mega Drive.
Ritenuto un flop commerciale, competeva commercialmente dapprima con il Game Boy Pocket e successivamente, almeno sulla carta, con Game Boy Color, Neo Geo Pocket, WonderSwan e WonderSwan Color, anche se non arrivò mai a sfidarli apertamente, finendo fuori produzione prima della loro uscita. In ogni caso la console SEGA era di molto superiore alle altre, risultando più simile a quelle della generazione successiva come, ad esempio, Game Boy Advance e SwanCrystal.
Il Nomad è considerato uno dei motivi principali (assieme al Mega CD, al 32X e al CDX) della crisi che colpì la casa madre a metà degli anni '90.

## Storia
I lavori per una nuova console portatile che potesse sostituire il Game Gear iniziarono nel 1994. La macchina venne realizzata a partire dal Sega Mega Drive e, più precisamente, si basava sul Sega Mega Jet, variante della stessa, riprogettata per adattarsi a un utilizzo sugli aeroplani della Japan Airlines.
Commercializzata per volere di Tom Kalinske (numero uno di Sega of America) in anteprima nel continente americano (principale mercato del Genesis), la console è dotata di uno schermo a colori integrato da 3,25 pollici, più piccolo ma molto più definito sia a colori che in sprite rispetto al Game Gear.
Annunciata da Kalinske stesso al Consumer Electronics Show, con il nome in codice di "Venus", doveva, nelle idee originali, assomigliare più a un PDA con schermo tattile e stilo. Successivamente però, ritenendo queste caratteristiche inutili e difficili da gestire (anche perché rimappare i giochi del Mega Drive avrebbe comportato un enorme innalzamento dei costi), si optò per scelte più tradizionali e la macchina assunse il nome di "Nomad" (nomade), per enfatizzare la sua natura portatile.
Il primo anno di commercializzazione, sebbene caratterizzato da dati di vendita sotto le aspettative, non fu ritenuto un insuccesso da SEGA, che anzi ne programmò l'esportazione, dapprima in Giappone nel 1996 e successivamente nei mercati "amici" europei (Italia, Germania e Francia in primis) nel 1997. Il drastico calo di vendite e il fallito tentativo di riposizionare la console come "ibrida" (essendo interfacciabile con il televisore in modo immediato e con attrezzi forniti nella scatola), convinsero però l'azienda a desistere e concentrare tutte le risorse sul Saturn, che dopo un anno e mezzo di lotta ad armi pari con PlayStation, iniziava a stentare, complice anche il contemporaneo lancio del Nintendo 64. Così, in un'ottica di sistemazione delle finanze e dell'immagine stessa della compagnia, Nomad perse la grande occasione di una diffusione internazionale senza però venir dismesso, sorte che invece capitò ai vetusti Mega Drive, Game Gear e Master System (quest'ultimo venduto solo in Europa in quegli ultimi anni) e ai più recenti ma sfortunati Mega CD e 32X.
Il 1997 fu un anno decisivo per SEGA che, oltre al cambio di dirigenza in Nord America, decise per la dismissione della console, seguita l'anno successivo dal Saturn, per destinare tutti gli sforzi e le attenzioni sul nuovo progetto in cantiere: il Dreamcast. Nonostante ciò, lo scarso rendimento degli anni precedenti farà sì che la macchina si troverà in commercio per tutto il 1998 e fino al 1999, a prezzi sempre più di saldo. Infatti, dal prezzo iniziale di 179,99 dollari, il suo costo venne ridotto già a partire dal 1996, fino a toccare i 79,99 dollari per unità.

## Videogiochi
I giochi per Nomad sono gli stessi del Sega Mega Drive poiché esegue le stesse cartucce. Tuttavia è una delle poche console portatili ad avere un blocco regionale, ossia può eseguire solo i giochi pubblicati ufficialmente per il proprio mercato che è quello statunitense (dove il Mega Drive era chiamato Genesis); il blocco si può però aggirare con apposite modifiche hardware. Già dal lancio il Nomad aveva quindi a disposizione una libreria di oltre 500 giochi per Genesis. Il Nomad è compatibile anche con molte periferiche del Mega Drive, ma non il Mega CD e il Sega 32X, pertanto non può eseguire i giochi specifici per queste espansioni.
Tenendo conto del piccolo schermo e dei problemi di sfocatura, la rivista Retro Gamer fece una selezione dei dieci migliori giochi quando eseguiti su Nomad (supponendo anche di poter aggirare il blocco regionale): Dr. Robotnik's Mean Bean Machine, Devil's Crush, The Story of Thor, Ranger X, Castle of Illusion Starring Mickey Mouse, Splatterhouse 3, Streets of Rage 2, Toy Story, Comix Zone, Street Fighter II: Champion Edition.